# 模稜扭口蘚
模稜扭口蘚（学名：Barbula anceps）为叢蘚科扭口蘚屬下的一个种。

## 扩展阅读
- 維基物種上的相關：模稜扭口蘚